# Реестр книгам гражданским

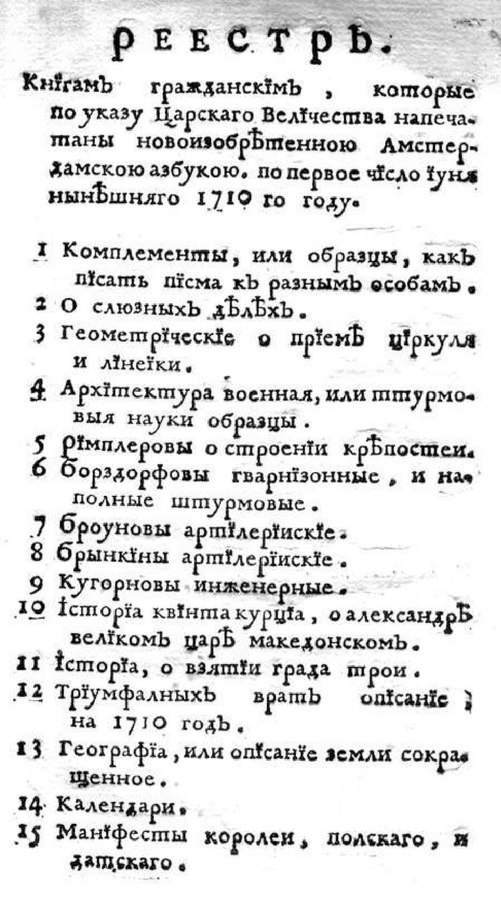
Реестр книгам гражданским (1710)

«Реестр книгам гражданским» (полное название — «Реестр книгам гражданским, которые по указу Царского Величества напечатаны новоизобретенною Амстердамскою азбукою по первое число иуня нынешнего 1710-го году») — первая печатная библиография в России, опубликованная 12 (31) мая 1710 года как приложение к старейшей российской газете «Ведомости» (№ 11).
«Реестр книгам гражданским» размещался на одной странице и представлял собой перечень из 15 книг: 1. Комплементы или образцы, как писать письма к разным особам. 2. О слюзных делах. З. Геометрические о приеме циркуля и линейки. 4. Архитектура военная, или штурмовые науки образцы. 5. Римплеровы о строении крепостей. 6. Борздорфовы гарнизонные, и наполные штурмовые. 7. Броуновы артиллерийские. 8. Брынкины артиллерийские. 9. Кугорновы инженерные. 10. История квинта курциа, о Александре Великом царе македонском. 11. История о взятии града Трои. 12. Триумфальных врат описание на 1710 год. 13. География, или описание земли сокращенное. 14. Календари. 15. Манифесты королей, польского и датского.
Заглавие каждой книги давалось с произвольной перестановкой слов и максимально кратко. В частности, книга по артиллерии Тимофея Бринка, отмеченная в списке как «брынкины артиллерийские», в оригинале имела название, состоявшее из 84 слов: «Описание артилерии в неиже сокращенно написася все, еже к начинанию артилерийского ведомства и основания ея, хотящему у сего дела быти, ведати подобает. Зело прилично всем хотящым от млодых лет потщатися в сей науке своего искати счастия, и как пушкарян, бомбардирам, и над теми людми началником искусным быть. Чинно описано, и пристойными лицами украшено, всем сея науки охочим на ползу. Чрез Тимофеа Бринка, артилернинаго дела капитана. Ныне новопреведеся с голанскаго языка, на славенский. И повелением царского величества напечатано в Москве. Лета Господня 1710, в марте».
Советский и российский библиограф Б. А. Семеновкер считает «Реестр книгам гражданским» началом государственной национальной библиографии в России.